# Vista Bank
Vista Bank (anterior Marfin Bank România) este o bancă din România controlată din 2018 de grupul Vardinogiannnis din Grecia.

## Istoric
Vista Bank este prezentă pe piața bancară românească de peste 20 de ani. Fondată în anul 1998 de joint venture-ul dintre BNP Paribas și Dresdner Bank, sub numele de BNP - Dresdner Bank Romania, banca a fost cumpărată în 2000 de Egnatia Bank și redenumită Egnatia Bank Romania în 2001. Numele băncii s-a schimbat din nou în anul 2008 în Marfin Bank (Romania) după tripla fuziune dintre Marfin Bank, Egnatia Bank și Laiki Bank. Banca a fost membră a Marfin Investment Group, cu o prezență internațională în 13 țări. .
În iulie 2018 banca a fost achiziționată de către grupul Vardinogiannnis din Grecia, unul dintre cele mai mari conglomerate industriale din sud-estul Europei. Pe 20 mai 2019, în urma unui proces de rebranding, banca și-a schimbat denumirea în Vista Bank. Cu o rețea de 31 de sucursale și peste 250 angajați, banca și-a anunțat intenția de a juca un rol important pe piața din România, pe termen lung. .
În ianuarie 2021, banca a achiziționat Crédit Agricole S.A.

## Leasing
Vista Leasing IFN (Romania) S.A. (fostă Marfin Leasing IFN (România) S.A., fostă Egnatia Leasing IFN (România) S.A.) s-a constituit în decembrie 2003 și are ca obiect de activitate finanțarea în sistem leasing a bunurilor mobile și imobile pentru persoane juridice, persoane fizice și persoane fizice autorizate. 